# Campionati mondiali di maratona canoa/kayak 2021
I Campionati mondiali di maratona canoa/kayak 2021 sono stati la 28ª edizione della manifestazione. Si sono svolti a Pitești, in Romania tra il 30 settembre e il 3 ottobre 2021. 

## Medagliere
| Pos.   | Paese         | Oro | Argento | Bronzo | Totale |
| ------ | ------------- | --- | ------- | ------ | ------ |
| 1      | Ungheria      | 5   | 4       | 2      | 11     |
| 2      | Ucraina       | 2   | 0       | 1      | 3      |
| 3      | Spagna        | 1   | 2       | 1      | 4      |
| 4      | Danimarca     | 1   | 1       | 0      | 2      |
| 5      | Francia       | 1   | 0       | 2      | 3      |
| 6      | Portogallo    | 1   | 0       | 0      | 1      |
| 7      | Polonia       | 0   | 2       | 0      | 2      |
| 8      | Bielorussia   | 0   | 1       | 1      | 2      |
| 8      | Gran Bretagna | 0   | 1       | 1      | 2      |
| 10     | Serbia        | 0   | 0       | 1      | 1      |
| 10     | Rep. Ceca     | 0   | 0       | 1      | 1      |
| 10     | Sudafrica     | 0   | 0       | 1      | 1      |
| Totale | Totale        | 11  | 11      | 11     | 33     |

## Podi

### Uomini
| Evento     | Oro                                             | Perform. | Argento                                 | Perform.   | Bronzo                                   | Perform.   |
| Canoa      |                                                 |          |                                         |            |                                          |            |
| C-1        | Balázs Adolf                                    | 2h02'58" | Márton Kövér                            | 2h03'07"   | Denys Davydov                            | 2h06'05"   |
| C-1 Sprint | Balázs Adolf                                    | 16'04"   | Mateusz Borgieł                         | 16'08"     | Jakub Brezina                            | 16'12"     |
| C-2        | Spagna Diego Romero Fraga Manuel Antonio Campos | 1h56'34" | Polonia Mateusz Zuchora Mateusz Borgiel | 1h56'44"   | Ungheria Márton Horvath Márton Kövér     | 1h57'11"   |
| K-1        | Mads Pedersen                                   | 2h03'38" | Iván Alonso Lage                        | 2h04'03"   | Stéphane Boulanger                       | 2h05'29"   |
| K-1 Sprint | José Ramalho                                    | 14'19"   | Mads Pedersen                           | 14'23"     | Iván Alonso Lage                         | 14'28"     |
| K-2        | Francia Quentin Urban Jérémy Candy              | 1h59'03" | Ungheria Adrián Boros Tamás Erdélyi     | 1h59'04"30 | Francia Stéphane Boulanger Cyrille Carré | 1h59'04"85 |

### Donne
| Evento     | Oro                                    | Perform. | Argento                                           | Perform. | Bronzo                             | Perform. |
| Canoa      |                                        |          |                                                   |          |                                    |          |
| C-1        | Liudmyla Babak                         | 1h21'01" | Volha Klimava                                     | 1h22'40" | Zsófia Kisbán                      | 1h22'56" |
| C-1 Sprint | Liudmyla Babak                         | 18'32"   | Zsófia Kisbán                                     | 18'46"   | Volha Klimava                      | 19'11"   |
| K-1        | Vanda Kiszli                           | 2h05'14" | Zsófia Zcellái-Vörös                              | 2h05'17" | Lizzie Broughton                   | 2h05'18" |
| K-1 Sprint | Vanda Kiszli                           | 16'11"   | Lizzie Broughton                                  | 16'14"   | Kristina Bedeč                     | 16'16"   |
| K-2        | Ungheria Emese Kohalmi Eszter Rendessy | 1h55'07" | Spagna Tania Fernández García Tania Álvarez Yates | 1h55'12" | Sudafrica Jenna Ward Saskia Hockly | 1h55'21" |